# Schlacht bei Cassano (1705)
Carpi – Chiari – Cremona – Castiglione (I) – Santa Vittoria – Luzzara – Cassano – Nizza – Calcinato – Turin – Castiglione (II) – Gaeta – Syrakus
Die Schlacht bei Cassano fand am 16. August 1705, während des spanischen Erbfolgekrieges, zwischen den Truppen der Großen Haager Allianz und denen König Ludwigs XIV. von Frankreich in der Lombardei statt. Beide Seiten erlitten große Verluste, doch letztlich blieben die Franzosen siegreich.

## Die Vorgeschichte
1705 versuchte die Armee de Vendôme unter Herzog Louis II. Joseph de Bourbon, nachdem sie Verstärkung aus Frankreich erhalten hatte, den neuen Verbündeten Österreichs, Herzog Viktor Amadeus II. von Savoyen, zu besiegen. Die französischen Operationen waren so erfolgreich, dass der Herzog Kaiser Joseph um Hilfe bat. Joseph schickte seinen besten Mann Eugen von Savoyen unterstützt von 8000 Preußen unter den Generalen Anhalt-Dessau und Stille. Die Französische Armee wurde von dem als Grand Prior bekannten Bruder Louis’ II. Philipp geführt. Dieser ließ sich von einem ersten heftigen Angriff des Savoyers am Fluss Adda überraschen. Doch konnte Eugen das Gewässer nicht überqueren und den Franzosen nachsetzen. Er beschloss deshalb, seine weiteren Angriffe auf Cassano zu richten.

## Schlachtverlauf
Dank eines Eilmarschs erreichte der Herzog von Vendôme mit seinen Truppen den Kriegsschauplatz, was aber Eugen nicht von seinem Plan abhielt. Nach einer heftigen Attacke trieben Eugens Truppen die Franzosen in die Adda. Bei einem Gegenangriff trieben die Franzosen ihrerseits die Kaiserlichen in den Fluss. Der Kampf wogte hin und her und dauerte von 13 bis 17 Uhr. Schließlich gelang es den Franzosen, die Österreicher zurückzuwerfen, denn deren Gewehre waren beim Durchwaten der Adda feucht geworden. Viele Kaiserliche ertranken, sodass schließlich Eugen den Rückzug seiner Truppen befahl.

## Folgen

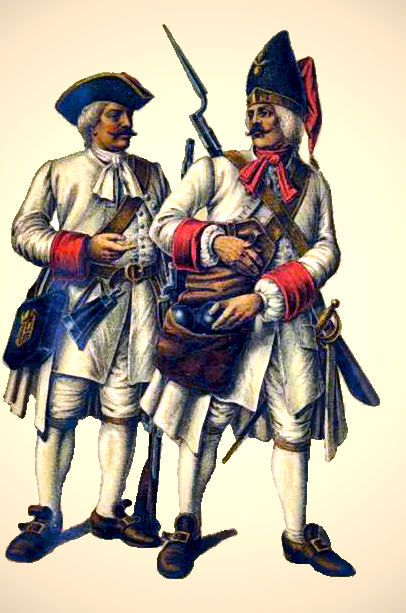
Kaiserliche Infanterie um 1704

Die Kaiserlichen zogen sich gegen Treviglio zurück, die Verletzten wurden nach Palazzuolo gebracht. Darunter befand sich der Generalfeldzeugmeister Fürst Joseph Innozenz von Lothringen (* 1685), der seinen Verletzungen erlag, der General der Kavallerie Graf von Leiningen und der Generalmajor Graf Linange.
Leopold I. von Anhalt-Dessau, genannt „Der Alte Dessauer“, war ebenfalls verwundet und sein preußisches Kontingent stark geschwächt. Auch Eugen war verletzt und ging zur Genesung nach Österreich. Die österreichische Armee musste sich für den Winter nach Tirol zurückziehen.
Damit war Eugens Versuch, Viktor Amadeus beim Kampf um Piemont zu Hilfe zu kommen, gescheitert. Immerhin hatte die kaiserliche Armee den französischen Druck aus Piemont genommen und der seiner neuen Allianz gegenüber halbherzig eingestellte Herzog von Savoyen blieb dieser treu. In der Tat stellte Frankreich die Eroberung des Piemont auf Anweisung Ludwigs XIV. bis zum folgenden Jahr zurück. Die Armee hatte 5 Generäle in der Schlacht verloren: die Generalleutnants Marquise de Choiseul, Comte de Vaudrey, sowie die Brigadiers Comte de Chaumont, de La Genntiere und Baron de Mauriac.  
Die Schlacht bei Cassano hatte kein klares Ergebnis. Trotz der großen Verluste an Menschenleben ist sie so gut wie vergessen. Insgesamt wurden 8000 Soldaten getötet, mindestens 6000 verwundet. Eine unbekannte Anzahl der Kämpfenden ertrank im Fluss Adda.

## Trivia
Der Dessauer Marsch wurde zuerst nach der Schlacht gespielt, worauf er zum Lieblingslied Leopolds von Anhalt-Dessau wurde.
Zur Erinnerung an die Schlacht wurden am 13. Januar 1842 wurden der 7. und 8. Kompanie des Kaiser Alexander Garde-Grenadier-Regiment Nr. 1 die sogenannte Cassano-Troddel, eine Troddel mit Lederriemen, verliehen. Diese Tradition ging später auf andere Einheiten über.